# Židovský hřbitov v Křinci
Židovský hřbitov v Křinci se nachází asi 1,5 km na západ od náměstí v městysu Křinec a asi 300 m jihozápadně od vrcholu kopce Chotuc, při pokračování Chotucké ulice vedoucí pod jižním svahem vrchu směrem na Mečíř, po níž je též přístupný.

## Historie a popis
Hřbitov byl založen v roce 1884 a jeho areál o rozloze 2 464 m² leží na ploše katastrálního území Křinec. Sloužil židovské obci v Křinci, která zde měla k dispozici i synagogu. Do doby založení hřbitova museli zdejší Židé využívat hřbitov v dosti vzdálené Veselici. Plocha hřbitova byla rozdělena na dvě poloviny: na první bylo zřízeno svaté pole, druhou část využíval hrobník. Prvním pochovaným byl zakladatel hřbitova, Eliáš Heller, jenž zemřel pouhých deset dnů po vysvěcení areálu, 21. listopadu 1884.
K pohřbívání byl hřbitov využíván až do druhé světové války, po ní byl postupně devastován i soukromými vlastníky, kteří jej získali do vlastnictví roku 1984. S areálem volně nakládali až do roku 1998. Plundrování bohužel podlehla i unikátní neorenesanční hrobka Marie Baer, jejíž torzo se nachází nalevo od bývalé obřadní síně s bytem hrobníka. Do dnešní doby se zachovalo 157 náhrobků a jejich zbytků z let 1887–1934.
Křinecká židovská komunita přestala existovat počátkem 20. století podle zákona z roku 1890. Do okupace se o hřbitov starala židovská obec v Nymburce.
O péči o hřbitov nebyl zájem i proto, že holokaust nepřežil žádný z křineckých Židů.

## Současnost
Roku 1998 byl areál převeden zpět do péče židovské obce v Praze a postupně v něm probíhají rekonstrukční a údržbové práce. V roce 1999 začala být v areálu prováděna rekonstrukce, kterou nutně potřebuje i budova márnice na severní straně hřbitova, jíž se zatím dostalo pouze nové střechy.
V obřadní síni na severu areálu se nezachoval omývací stůl, ale nadále tu jsou průjezdní vrata a pamětní místnost, kde byly roku 1976 umístěny tři pamětní desky, dnes již bohužel zničené a rozkradené. Krátkou dobu plochu hřbitova využíval spolek křineckých invalidů pro pěstování léčivých bylin a domek hrobníka sloužil jako sušárna, ale potom areál dále chátral.
Hřbitov je volně přístupný díky zcela chybějící brance a velmi narušené obvodové zdi.